# アダム・ピアソン (俳優)
アダム・ピアソン（Adam Pearson, 1985年1月6日 - ）は、イギリスの俳優、テレビ司会者、活動家である。彼は2013年の映画『アンダー・ザ・スキン 種の捕食』で俳優デビューした。彼は神経線維腫症を患っており、外見の違いに起因するいじめを防止するためのアウトリーチ・プログラムに携わってきた。
2024年にピアソンは映画『顔を捨てた男』で主要キャラクターを演じた。彼の演技は高く評価され、インディペンデント・スピリット賞などにノミネートされた。

## 生い立ち
アダム・ピアソンは1985年にロンドンのクロイドンで一卵性双生児の兄弟のニールと共に生まれた。彼は5歳の時に頭を打ち、そのコブは治らずに残り続けた。彼は神経組織に非癌性の腫瘍が増殖する病気である神経線維腫症1型と診断された。双子の兄弟のニールもこの病気を患っているが、症状は大きく異なっている。

## キャリア

### 司会
ピアソンはブライトン大学で経営学の学位を得て卒業した。彼はBBCとチャンネル4で『The Undateables』や『Beauty and the Beast』など様々なテレビ番組の製作に携わった。彼はBBCとチャンネル4でリサーチャーとして勤務した後、2015年にチャンネル4で放送された『Beauty and the Beast: The Ugly Face of Prejudice』で司会を務めた。ピアソンは、自身の外見が原因で暴力的な事態に直面したことがあると述べた。
ピアソンはチャンネル4の『The Undateables』の全5シリーズでキャスティング・リサーチャーを務めた。BBC Threeのドキュメンタリー『Adam Pearson: Freak Show』と『The Ugly Face of Disability Hate Crime』ではプレゼンターを務め、チャンネル4の『Tricks of the Restaurant Trade』にはレポーターとして出演した。彼は2019年にBBC Fourのドキュメンタリー『Eugenics: Science's Greatest Scandal』ではアンジェラ・サイニーと共同で司会を務めた。
ピアソンはスパーク・サンダーランドで平日夜10時より放送されるラジオ番組『The Bedtime Babble On』のレギュラーコーラーであり、時折ゲスト司会者も務めている。
ピアソンは2016年のグリアソン賞のUKドキュメンタリー・プレゼンター部門にノミネートされた。
2022年8月、ピアソンは『Celebrity MasterChef』に出演するも、最初の脱落者となった。同年に彼は『Celebrity Antiques Road Trip』にも出演した。2024年に彼は『Christmas University Challenge』でブライトン・チームのキャプテンを務めた。

### 演技
2013年、ピアソンはジョナサン・グレイザー監督の映画『アンダー・ザ・スキン 種の捕食』でスカーレット・ヨハンソンと共演した。彼は、この映画での役柄が外見の損傷に対する偏見に挑戦するものとなることを願っていると述べた。ピアソンはこの映画を通して演じることの楽しさを知った。
2019年、ピアソンはアーロン・シンバーグ監督の映画『Chained for Life』に出演した。さらに2024年にピアソンは、シンバーグの次回作『顔を捨てた男』でセバスチャン・スタンとレナーテ・レインスヴェと共演した。この映画は2024年1月21日にサンダンス映画祭でプレミア上映された。また2024年2月16日に第74回ベルリン国際映画祭のコンペティション部門で上映された。ピアソンはこの映画について、「ステレオタイプに挑戦するためには、まずその存在を確立する必要がある」と述べている。
2025年5月、ピアソンはバーナード・ポメランスの戯曲『エレファント・マン』の映画化作品でジョゼフ・メリック役を務めることが発表された。ピアソンは初めて映画でこの役を務める障害者俳優である。

## 私生活
ピアソンはサウスロンドンのアディスコムに住んでいる。彼はクリスチャンであり、2020年9月に『Sunday Morning Live』のエピソードでサリー・フィリップスに対し、自身の信仰と障害の調和について語り、「苦難が無い人生は信仰の無い人生だ。火の中を歩まなければ、どうやって信仰を実践できるだろうか?」と述べた。

## フィルモグラフィ

### 映画
| 年   | タイトル                                     | 役名             | 備考     |
| ---- | -------------------------------------------- | ---------------- | -------- |
| 2013 | アンダー・ザ・スキン 種の捕食 Under the Skin | The Deformed Man |          |
| 2015 | Oddity                                       | Andrew Galveston | 短編映画 |
| 2015 | Rodentia                                     | Hermes           | 短編映画 |
| 2017 | DRIB                                         | Himself          |          |
| 2019 | Chained for Life                             | Rosenthal        |          |
| 2022 | Ruby Splinter                                | Adam             |          |
| 2024 | 顔を捨てた男 A Different Man                 | オズワルド       |          |

### テレビ

#### 司会
| 年        | タイトル                               | 備考        |
| --------- | -------------------------------------- | ----------- |
| 2015      | The Ugly Face of Disability Hate Crime | BBC Three   |
| 2015-2018 | Tricks of the Restaurant Trade         | チャンネル4 |
| 2016      | Adam Pearson: Freak Show               | BBC Three   |
| 2019      | Eugenics: Science's Greatest Scandal   | BBC Four    |

#### 出演
| 年   | タイトル                       | チャンネル | 備考         |
| ---- | ------------------------------ | ---------- | ------------ |
| 2016 | Horizon: "My Amazing Twin"     | BBC Two    | 本人         |
| 2017 | Celebrity Eggheads             | BBC Two    | Contestant   |
| 2018 | Pointless Celebrities          | BBC One    | Contestant   |
| 2019 | Celebrity Mastermind           | BBC One    | 本人         |
| 2022 | Celebrity Masterchef           | BBC One    | Contestant   |
| 2022 | Celebrity Antiques Road Trip   | BBC One    | 本人         |
| 2024 | Christmas University Challenge | BBC Two    | Team captain |

## 受賞とノミネート
| 年   | 賞                                 | 部門       | 候補作       | 結果       | 参照   |
| ---- | ---------------------------------- | ---------- | ------------ | ---------- | ------ |
| 2024 | ゴッサム・インディペンデント映画賞 | 助演俳優賞 | 顔を捨てた男 | ノミネート | [ 26 ] |
| 2024 | ロサンゼルス映画批評家協会         | 助演俳優賞 | 顔を捨てた男 | 次点       | [ 27 ] |
| 2024 | シカゴ映画批評家協会               | 助演男優賞 | 顔を捨てた男 | ノミネート | [ 28 ] |
| 2024 | フロリダ映画批評家協会             | 助演男優賞 | 顔を捨てた男 | ノミネート | [ 29 ] |
| 2025 | インディペンデント・スピリット賞   | 助演俳優賞 | 顔を捨てた男 | ノミネート | [ 30 ] |